# Ferdinand von Quast
Ferdinand von Quast, né le 18 octobre 1850 et mort le 27 mars 1939, est un général d'infanterie allemand. Il participe à la guerre franco-allemande de 1870 et à la première guerre mondiale. Il commande au cours de cette dernière le corps de la garde avant de commander la 6e armée allemande au cours de la bataille de la Lys lors des offensives allemandes du printemps 1918.

## Biographie

### Premières années
Ferdinand von Quast est né le 18 octobre 1850 à Neuruppin, il est issu d'une vieille famille aristocratique d'Anhalt (de). Il est le fils de Ferdinand von Quast et Marie von Diest, fille du général Heinrich von Diest. En 1870, il intègre le 2e régiment de grenadiers de la Garde et combat lors de la guerre franco-allemande de 1870. Il obtient le grade de lieutenant en second, il est décoré de la Croix de fer de 2e classe. Quast se marie le 21 juin 1877 à Brunne avec Alexandrine baronne von Paykull (de) (1857-1930). Le 23 septembre 1879, il est promu premier lieutenant. En 1887, il est nommé capitaine et commande une compagnie dans son régiment. Il devient officier d'état-major en 1894 puis major commandant de bataillon au 2e régiment d'infanterie de la Garde.
En 1901, il est promu lieutenant-colonel et rejoint l'état-major du 1er régiment de grenadiers de la Garde. Il est nommé colonel le 18 avril 1903 et commande le 2e régiment de grenadiers de la Garde. Le 21 mai 1907, il commande la 39e brigade d'infanterie de Hanovre. Un an plus tard, il est commandant de la 3e brigade d'infanterie de la Garde cantonnée à Berlin puis de la 2e brigade d'infanterie de la Garde à Potsdam. Le 27 juillet 1910, il intègre l'état-major de la 36e division d'infanterie de Gdansk. Après le 10 septembre 1910, il est promu lieutenant général, il prend le commandant de la 6e division d'infanterie à Brandenburg. À partir du 1er mars 1913, il dirige le 9e corps d'armée à Altona.

### Première Guerre mondiale
Après la bataille de Tirlemont en août 1914, von Quast est promu General der Infanterie. En 1916, il est présent au sud de Péronne dans la Somme. Au cours de la bataille de la Somme, il dirige des troupes de la 2e armée allemande. Il organise et mène des actions défensives au cours du mois du juillet. En reconnaissance de ses services, l'empereur Guillaume II lui décerne le 11 août 1916 l'ordre Pour le Mérite. Le 24 janvier 1917, il est nommé général commandant du corps de la Garde et le 9 septembre 1917, il est nommé par l'empereur commandant de la 6e armée.
von Quast dirige la 6e armée lors de la bataille de la Lys en avril 1918. Au cours de cette bataille, les troupes allemandes percent le front britannique à proximité d'Armentières, les troupes alliées britanniques et portugaises sont submergées et reculent de plus de 5,5 km malgré la résistance de la 55e division britannique (en) commandée par Hugh Jeudwine. von Quast obtient à cette occasion la médaille pour le mérite avec feuilles de chêne le 10 avril 1918. Au cours des jours suivants, il renouvelle ses attaques sur les monts des Flandres (Mont Kemmel) et s'en empare. Cependant malgré un succès tactique certain, von Quast ne peut percer les lignes et atteindre les ports de la Manche.

### Après guerre
Le 18 janvier 1919, von Quast est nommé commandant en chef de l'État-Major du « Northern Border » à Königsberg, puis nommé à Bartenstein. Après la signature du traité de Versailles, il démissionne de l'armée le 7 juillet 1919. Il décède le 27 mars 1939 à Potsdam.

## Distinctions et honneurs
- Ordre de l'Aigle rouge 2e classe.
- Ordre de la Couronne 1re classe.
- Ordre protestant de Saint-Jean.
- Ordre du Lion de Zaeringen.
- Ordre de la Couronne d'Italie.
- Ordre impérial de Léopold.
- Ordre de la Couronne de fer 3e classe.
- Ordre de François-Joseph.
- Ordre de l'Épée.
- Ordre du Médjidié 2e classe.
- Pour le Mérite, le 11 août 1916 ; avec feuilles de chêne le 10 avril 1918.
- Ordre militaire de Saint-Henri, le 7 mai 1918.